# Болеслав I Храбри (Полша)
Болѐслав I Храбри или Болеслав I Велики (на полски: Bolesław I Chrobry; на чешки: Boleslav Chrabrý; 967 – 1025) е княз и крал на Полша в периода 992 – 1025 г., както и княз на Бохемия, под името Болеслав IV между 1003 и 1004 г. Той принадлежи към династията на Пястите.
На 18 април 1025 година в катедралата на град Гнезно е коронован за пръв крал на Полша.

## Биография
Болеслав I е първороден син на княз Мешко I и княгиня Добрава, дъщеря на Болеслав I Страшни, княз на Бохемия.
На Гнезненския църковен събор от 1000 година е решено да се създаде архиепископство в Гнезно и епископства във Вроцлав, Колобжег и Краков. През 1002 година Болеслав I превзема областите Лужишко и Милско, а през 1018 година към Полша е присъединена територията на Червенските градове. Същата година в помощ на великия княз Святополк I полската армия превзема Киев.
Първият полски крал умира на 17 юни 1025 година и е погребан в Познан.